# Johannes Rosenstein
Johannes Rosenstein (* 14. März 1973 in Coburg) ist deutscher Dokumentarfilmer, Autor, Regisseur. Er lebt in Berlin und München.

## Leben und Wirken
Johannes Rosenstein verbrachte seine Kindheit in Tansania und Kenia, machte sein Abitur in Regensburg, leistete seinen Zivildienst mit  Aktion Sühnezeichen Friedensdienste in Belgien und Frankreich ab, wo er u. a. für die Fondation Auschwitz arbeitete. Es folgte ein Studium der Filmwissenschaften, Politologie und Soziologie an der Freien Universität Berlin.
2014 machte er sein Diplom an der Hochschule für Fernsehen und Film München. Er arbeitet u. a. als Regieassistent, Filmeditor und Coach und lehrt seit 2008 als Gastdozent für Medienwissenschaften an der Hochschule für Fernsehen und Film München.
Zusammen mit Regisseur Ralf Bücheler gründete Rosenstein die Filmproduktion Royal Filmmakers GmbH.
Schwerpunkte in der filmischen Tätigkeit sind sozialpolitische und gesellschaftliche Themen (Armut, Minderheiten, Entwicklungsländer), sowie Lehr- und Bildungsfilme (u. a. für das Institut für Film und Bild in Wissenschaft und Unterricht). Ein weiteres Schwerpunktthema sind Dokumentationen zur Inklusion.
In der deutschen Filmwissenschaft hat er sich einen Namen als Experte zum Afrikanischen Kino der Gegenwart gemacht.

## Filme (Auswahl)
- 1998: „Small Talk. Zigarettenfilm“ (Kurzfilm 15 min)
- 2003: „Stille Post“ (Kurzfilm 15 min)
- 2005: „Vom Kochen und Weinen. Bangladeschs Frauen auf dem Weg aus der Armut“ (TV-Dokumentation, 35 min)
- 2005: „Die Formel Ost“ (mit Ralf Bücheler) (Dokumentarfilm, 45 min)
- 2007: „Mama Massai. Sister Angelika und die Verlorenen Krieger“ (Dokumentarfilm, 70 min)
- 2008: „Coups de Foudre“ (mit Stefan Ludwig) (Dokumentation, 15 min)
- 2009: „Wir sind Wikinger. Die Isländer und die Krise“ (TV-Reportage, 30 min)
- 2010: „Einwanderungsland Deutschland“ (Dokumentation, 20 min)
- 2012: „Traurigkeit und Sex und Wahrheit“ (Kurzspielfilm, 40 min)
- 2014: „Blut, Reis und Tränen“ (Kurzfilm 30 min)
- 2015: „Rupert Neudeck - Radikal menschlich“ (TV-Dokumentation, 45 min)
- 2016: „Anders lernen in den Anden“ (TV-Dokumentation, 30 min)
- 2016: „Bildungsauftrag: Frauenpower“ (TV-Dokumentation, 30 min)
- 2017: „Bayerische Inselgeschichten“ (TV-Dokumentation, 45 min)
- 2018: „Kleine Menschen Große Fragen“ (Mini-Serie, 5 × 30 min)
- 2020: „Sehnsuchtsort Kloster - Von Menschen auf der Suche“ (TV-Dokumentation, 45 min)
- 2020: „Wie Schreiner Fred dem Tod entkam“ (TV-Dokumentation, 45 min, Co-Regie mit Ralf Bücheler)
- 2021: „Frau. Macht. Kirche. Eine Institution gerät ins Wanken“ (TV-Dokumentation, 45 min)
- 2021: „Fadumo oder Das Vermächtnis“ (Dokumentarfilm, 90 min)